# Lasne
Lasne es un municipio belga perteneciente a la provincia de Brabante Valón, en la Región Valona.
A 1 de enero de 2019 tiene 14 244 habitantes en un área de 47,22 km².

## Geografía
Se ubica unos 10 km al sur de Bruselas, entre Waterloo y Rixensart.

### Secciones del municipio
El municipio comprende los antiguos municipios, que se fusionaron en 1977:
| - Couture-Saint-Germain - Lasne-Chapelle-Saint-Lambert - Maransart - Ohain - Plancenoit |

## Demografía

### Evolución
Todos los datos históricos son relativos al actual municipio. El siguiente gráfico refleja su evolución demográfica, incluyendo municipios después de efectuada la fusión el 1 de enero de 1977.
| Gráfica de evolución demográfica de Lasne entre 1846 y 2020 |
|                                                             |

## Deporte
Es el lugar de nacimiento del tenista Xavier Daufresne.